# ولیکوی، شوشت
ولیکوی، شوشت (به لاتین: Veliköy, Şavşat) یک زیستگاه انسانی در ترکیه است که در Şavşat District واقع شده‌است.

## خصوصیات
ولیکوی ۲۶۱ نفر جمعیت دارد.